# Festuca bhutanica
Festuca bhutanica (лат.) — вид многолетних злаковых растений семейства злаков (Gramineae).
Данный вид обитает на высоте от 4150 до 4570 метров над уровнем моря.
Стебель достигает в высоту 15-25 см. Боковые ветви отсутствуют.
Растение является тропическим видом, который встречается в Индии и на тибетско-бутанской границе.